# Demi de mêlée (rugby à XV)
Ne doit pas être confondu avec Demi de mêlée (rugby à XIII).

Le demi de mêlée est situé au poste 9.

Au rugby à XV, le demi de mêlée  (numéro 9, en anglais : scrum-half) est l'un des quinze postes habituels d'une équipe. Avec le demi d'ouverture, il est l'un des deux joueurs composant la « charnière », qui relie les avants aux trois-quarts. 

## Description du poste

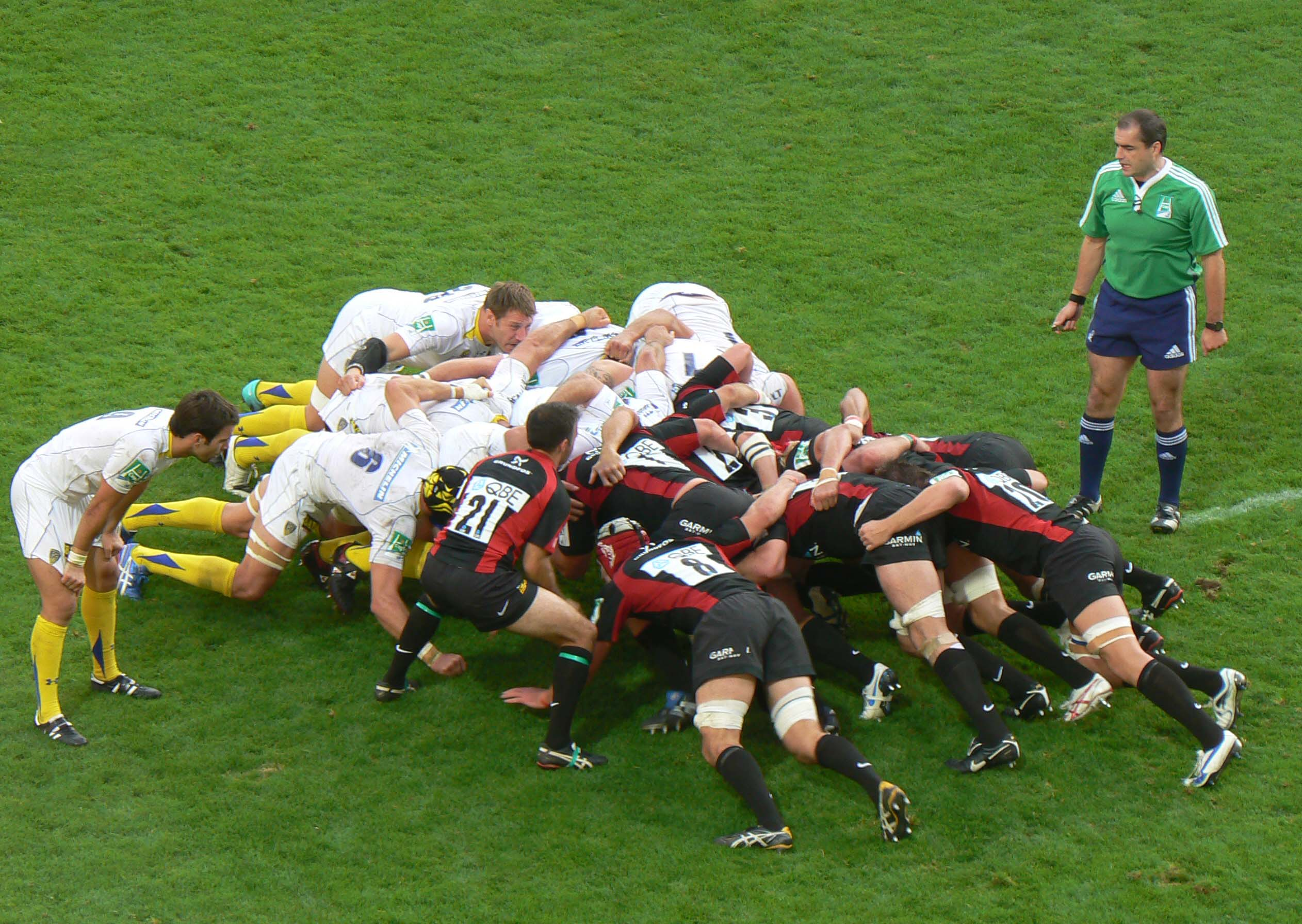
Le demi de mêlée introduit le ballon en mêlée fermée.

Généralement le plus petit joueur de l'effectif, ses qualités premières sont l'intelligence tactique, l'agilité et la vivacité. Paradoxalement vu son gabarit, il commande sur de nombreuses phases de jeu la stratégie des avants qui sont beaucoup plus imposants que lui car il est face au jeu et a une meilleure vision globale qu'eux. Si ce sont les avants (ou « gros » dans le jargon rugbystique) qui permettent d'avoir des ballons lors des phases de conquête (touche, mêlée, récupération dans les mauls), ce sont le 10 et le 9 qui décident de l'orientation du jeu et qui en sont les dépositaires.
Sur les phases de mêlée fermée, il introduit le ballon dans la mêlée et si le troisième ligne centre ne s'en saisit pas, c'est lui qui le fait sortir de la mêlée. De manière générale, il doit alimenter son équipe en ballons et faire le lien entre les différents temps de jeu. Ainsi après chaque phase de jeu arrêté ou de regroupement consécutif à un plaquage ou à un maul, durant laquelle il a dirigé les avants, il peut décider de rejouer suivant la situation dans l'axe avec d'autres avants lancés ou bien de dynamiser le jeu et de transmettre le ballon aux trois-quarts de son équipe. Cela revient souvent à passer la balle au demi d'ouverture, bien qu'il puisse aussi jouer sur un petit côté directement avec un ailier. Le demi de mêlée peut aussi jouer au pied directement, surprenant ainsi la défense, ou bien essayer de percer s'il aperçoit un espace. Étant souvent le joueur le plus proche du ballon, c'est généralement lui qui joue rapidement les pénalités pour essayer de mettre l'équipe adverse en défaut soit en franchissant la ligne d'avantage, soit en obligeant un défenseur à intervenir alors qu'il n'était pas replacé et étant donc à nouveau sanctionné. Il s'occupe également de lancer le jeu lors de la prise en touche du ballon par un de ses avants.

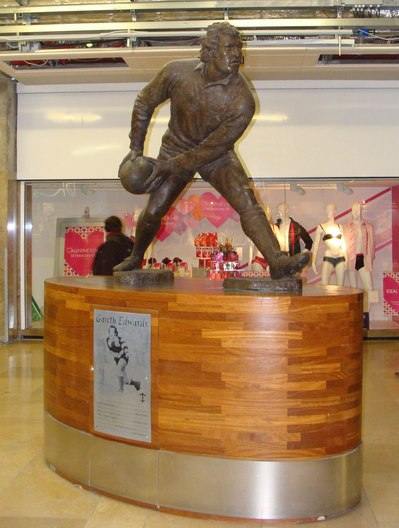
Sculpture du Gallois Gareth Edwards, référence à son poste dans les années 1970.

Le Gallois Gareth Edwards occupe une place de choix dans l'histoire de ce poste. Dans les années 1970, il était de façon incontestable considéré comme le meilleur demi de mêlée du monde.

## Joueurs emblématiques
Voici une liste de joueurs ayant marqué leur poste, membres du temple de la renommée World Rugby ou élus meilleurs joueurs du monde World Rugby :
- Ken Catchpole
- Kendra Cocksedge
- Danie Craven
- Antoine Dupont
- Gareth Edwards
- Nick Farr-Jones
- Fabien Galthié
- George Gregan
- David Kirk
- Agustín Pichot
- Alan Rotherham
- Joost van der Westhuizen

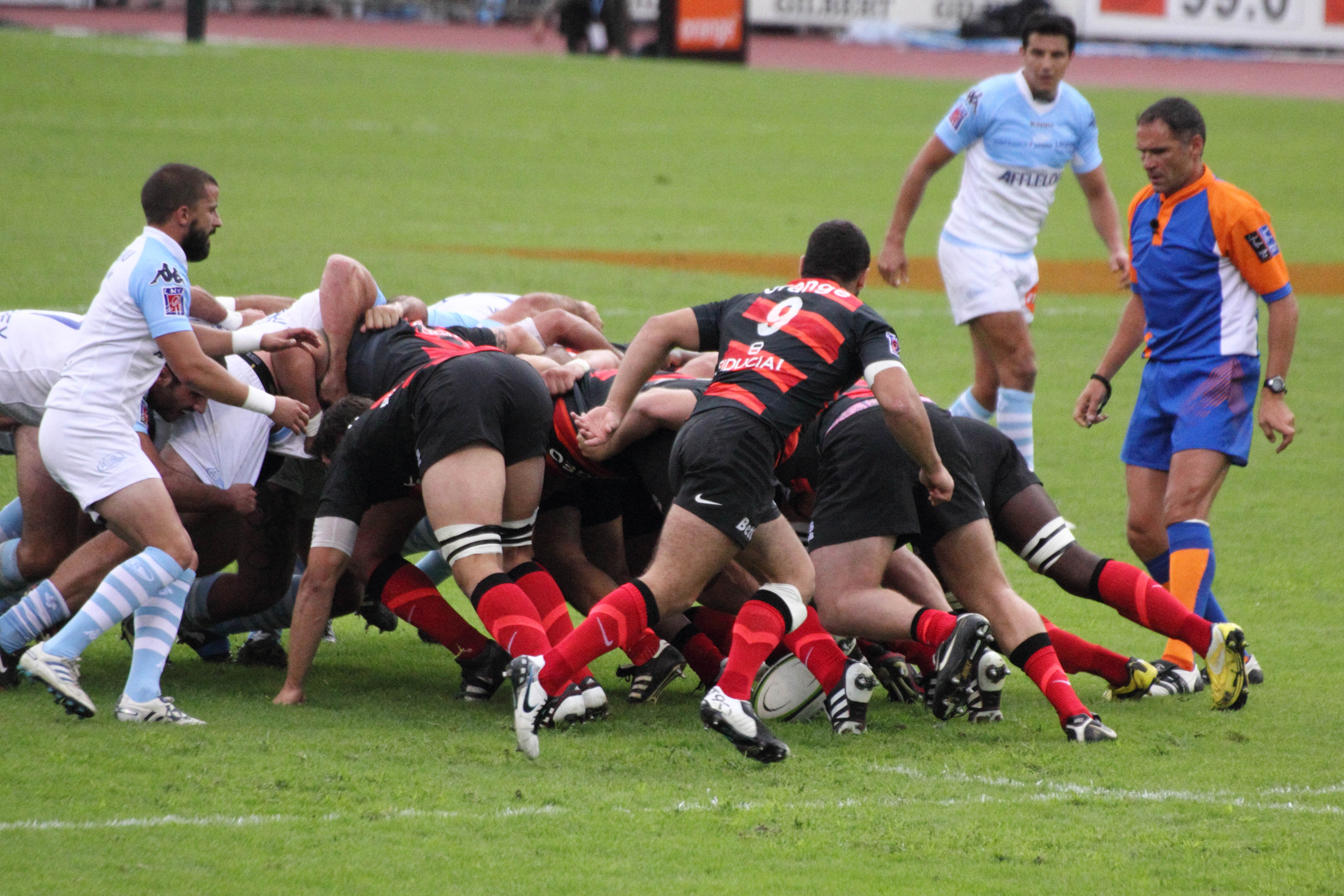
Le Français Jean-Marc Doussain, allant récupérer le ballon après une introduction en mêlée.
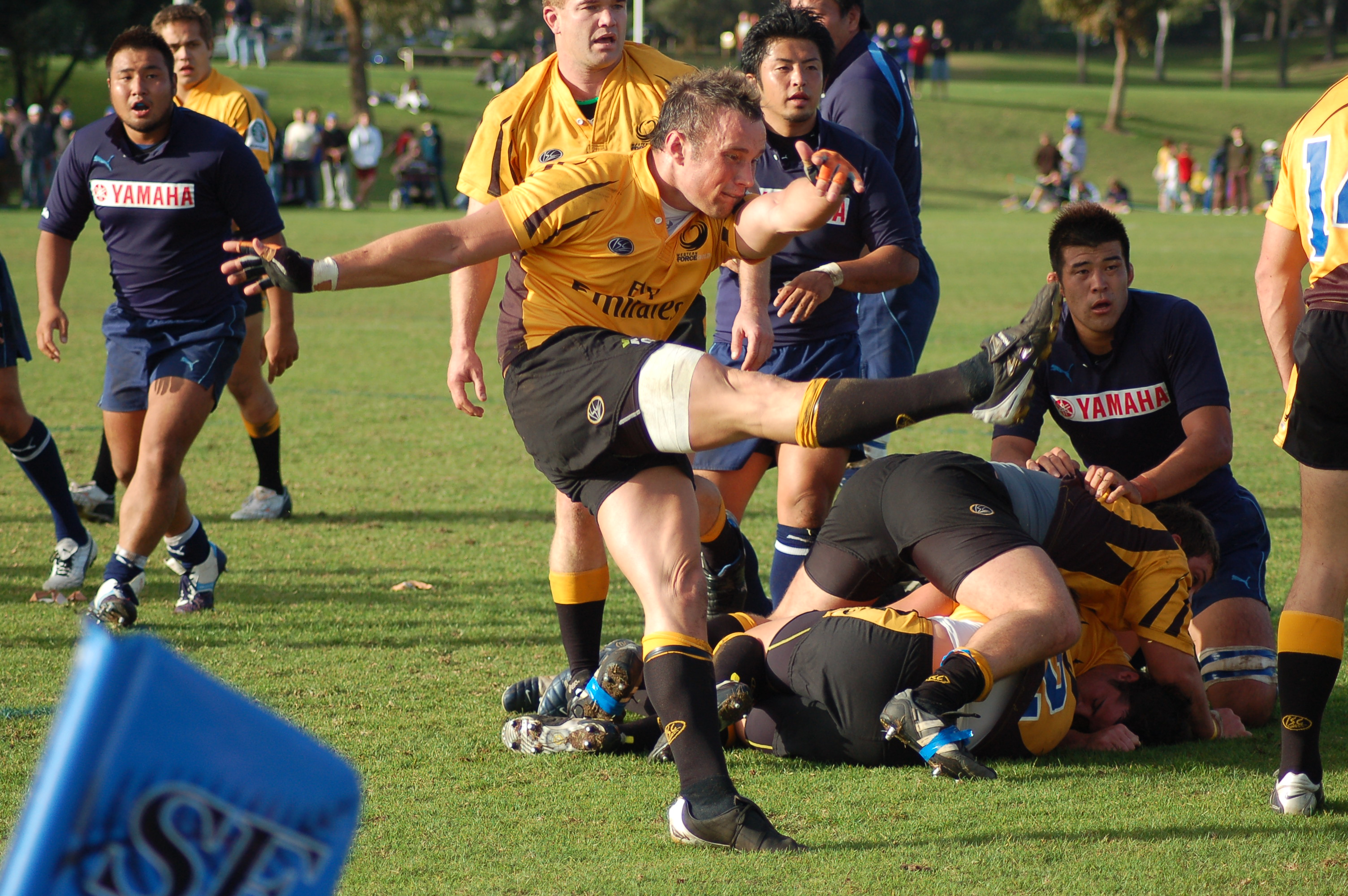
L'Australien Matt Henjak, dégageant son camp derrière un regroupement.
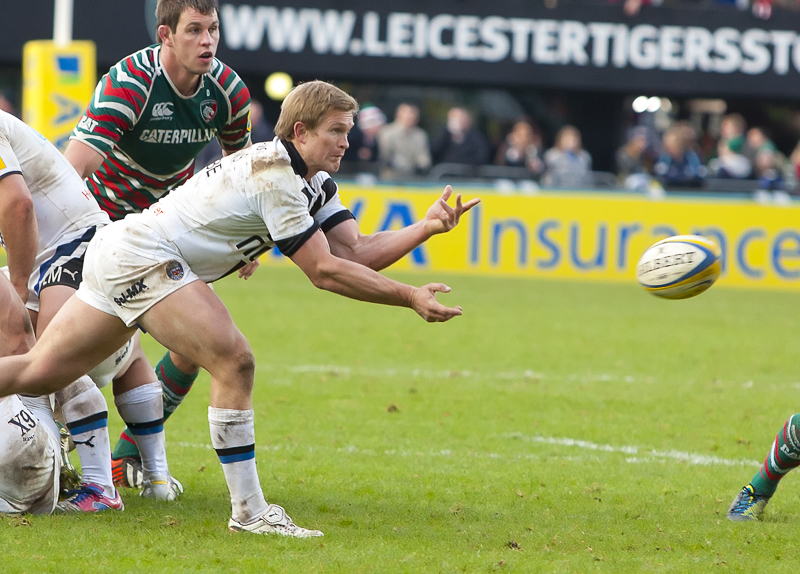
Le Sud-Africain Michael Claassens, expulsant le ballon derrière un regroupement.